# Unió d'Associacions Europees de Futbol
La Unió d'Associacions Europees de Futbol (UEFA) (en anglès Union of European Football Associations, en francès Union des Associations Européennes de Football, en alemany Vereinigung Europäischer Fußballverbände), és l'organisme encarregat de governar el futbol a Europa. Està integrat per les diverses federacions del continent, organitza les diverses competicions entre federacions i clubs europeus, així com els premis i drets de televisió d'aquestes competicions. És una de les sis confederacions continentals que componen la FIFA.

## Història
La UEFA va ser inaugurada el 15 de juny de 1954 a Basilea, Suïssa, després d'una consulta entre les associacions italiana, francesa i belga. A la reunió fundacional hi van ser presents 25 membres. No obstant això, altres 6 associacions que no estaven presents van ser reconegudes com a membres fundadors, de manera que el total d'associacions fundadores va ascendir a 31. La UEFA va arribar a tenir més de 50 membres a mitjans de la dècada dels noranta, ja que van néixer noves associacions arran de la fragmentació de la Unió Soviètica, Iugoslàvia i Txecoslovàquia als seus estats constituents.
La seu principal de la UEFA després de la seva fundació era a París, però es va traslladar a Berna el 1960. El 1995 es va traslladar a Nyon (Suïssa), on va funcionar en oficines temporals fins al 1999, mentre es construïa l'actual seu de l'organització.
La pertinença a la UEFA coincideix majoritàriament amb el reconeixement com a país sobirà a Europa (48 dels 55 membres són Estats sobirans membres de l'ONU), encara que hi ha algunes excepcions. Un Estat membre de l'ONU (Mònaco) i un Estat observador de l'ONU (Ciutat del Vaticà) no en són membres. Alguns membres de la UEFA no són estats sobirans, però formen part d'un Estat sobirà més ampli reconegut en el context del dret internacional. Entre ells es troben Anglaterra, Irlanda del Nord, Escòcia i Gal·les (països constituents del Regne Unit), Gibraltar (Territori Britànic d'Ultramar), les illes Fèroe (país constituent dins del Regne de Dinamarca), i Kosovo (estat amb reconeixement limitat). Tanmateix, en el context d'aquests països, les funcions governamentals relatives a l'esport tendeixen a dur-se a terme a nivell territorial coterrani amb l'entitat membre de la UEFA.
Alguns membres de la UEFA són Estats transcontinentals (Armènia, Azerbaidjan, Geòrgia, Kazakhstan, Rússia i Turquia) i altres es consideren part d'Europa tant culturalment com políticament (Xipre). Els països que havien estat membres de la Confederació Asiàtica de Futbol (AFC) també van ser admesos a l'associació europea de futbol, com Israel (perquè havia estat expulsat del grup de l'AFC el 1974) i Kazakhstan.
Algunes associacions membres de la UEFA permeten que equips de fora del territori principal de la seva associació participin a la seva competició "nacional". L'AS Mònaco, per exemple, participa a la Lliga francesa (encara que és una entitat sobirana independent); els clubs gal·lesos Cardiff City, Swansea City i Newport County A.F.C. participen a la Lliga anglesa; el Derry City, situat a Irlanda del Nord, juga a la Lliga d'Irlanda, amb seu a la República d'Irlanda, i els 7 equips autòctons de Liechtenstein juguen a les Lligues suïsses, ja que Liechtenstein no té lliga interna i només té una competició de copa.

## Membres

### Membres antics
- Associació de Futbol de Saarland (1954–1956), es va incorporar a l'Associació de Futbol d'Alemanya Occidental
- Federació de Futbol de la República Democràtica Alemanya (1954–1990), es va incorporar a l'Associació de Futbol d'Alemanya Occidental com l'Associació Alemanya de Futbol
- Federació de Futbol de l'URSS (1954–1991); el 1992 la Unió Soviètica es va dissoldre en 15 repúbliques (10 a Europa i 5 a Àsia) i la Unió Russa de Futbol va ser reconeguda com la successora directa; a la primavera i l'estiu del 1992 va estar representat per equips de la Comunitat d'Estats Independents
- Associació de Futbol de Iugoslàvia (1954–1992); el 1992, Iugoslàvia es va ensorrar amb diverses repúbliques federals esdevenint estats independents, deixant només Sèrbia i Montenegro com a part de la RF Iugoslàvia (que va ser rebatejada la Unió Estatal de Sèrbia i Montenegro el 2003); l'Associació de Futbol de Sèrbia i Montenegro va ser reconeguda com la successora directa de l'Associació de Futbol de Iugoslàvia. Quatre altres repúbliques successores van formar les seves pròpies organitzacions de futbol.
- Associació de Futbol de Sèrbia i Montenegro (1992–2006); el 2006 l'estat sindical es va dissoldre amb l'Associació de Futbol de Sèrbia convertint-se en el seu successor. Montenegro, que sortia de la unió, va crear l'Associació de Futbol de Montenegro. Va competir com a RF Iugoslàvia fins al 2003 quan el país va canviar el seu nom per Sèrbia i Montenegro.
- Associació de Futbol de Txecoslovàquia (1954–1993), es va convertir en l'Associació de Futbol de la República Txeca i l'Associació Eslovaca de Futbol amb l'Associació de Futbol de la Repùblica Txeca reconeguda com la seva successora directa.

### No membre
Hi ha diverses seleccions nacionals a Europa que no són membres de la UEFA. Moltes d'elles estan en canvi afiliades a CONIFA.
- Hi ha dos estats independents europeus que tenen seleccions nacionals que no estan afiliats a la UEFA ni a la FIFA. Ambdues són microestats.
  -  Mònaco
  -  Ciutat del Vaticà
- Els països constituents del Regne Unit ( Anglaterra,  Irlanda del Nord,  Escòcia, i  Gal·les) tenen seleccions separades. Les Dependències de la Corona, que no formen part tècnicament del Regne Unit, tenen equips oficials no afiliats a la UEFA ni a la FIFA.
  -  Guernsey
  -  Illa de Man
  -  Jersey, la seva sol·licitud d'adhesió va ser rebutjada per la UEFA el 2018[4]
- Tot i que un dels territoris autònoms del Regne de Dinamarca té la seva pròpia pertinença a la UEFA ( Illes Fèroe), l'altre no.
  -  Groenlàndia, que s'espera que s'apliqui a la UEFA i la FIFA en un futur proper.[5]
- Diverses estats amb reconeixement limitat europeus tenen seleccions nacionals, pèro cap d'ells s'ha considerat per ser membre de la UEFA.
  -  Abkhàzia
  -  República d'Artsakh
  -  Xipre del Nord
  -  Ossètia del Sud
  -  Transnístria

## Secretaris generals de la UEFA
| Nom                  | País     | Temps         |
| -------------------- | -------- | ------------- |
| Henri Delaunay       | França   | 1954–1955     |
| Pierre Delaunay      | França   | 1955–1960     |
| Hans Bangerter       | Suïssa   | 1960–1989     |
| Gerhard Aigner       | Alemanya | 1989–2003     |
| Lars-Christer Olsson | Suècia   | 2003–2007     |
| Gianni Infantino     | Itàlia   | 2007 (interí) |
| David Taylor         | Escòcia  | 2007-2009     |
| Gianni Infantino     | Itàlia   | 2009-2016     |
| Theodore Theodoridis | Grècia   | 2016-         |

## Presidents de la UEFA
L'actual president (i setè de la història) és l'eslovè Aleksander Čeferin, que va accedir al càrrec el 2016.

## Competicions que organitza
Les principals competicions regides per la UEFA són:
- En l'àmbit de federacions: 
  - Campionat d'Europa de Futbol (1958/1960)
  - Campionat d'Europa de Futbol Femení.
  - Diversos campionats de categories inferiors: 
    - UEFA-CAF Meridian Cup
    - Campionat d'Europa sub-17
    - Campionat d'Europa sub-19
    - Campionat d'Europa sub-21

  - Campionat d'Europa de futbol sala
- En l'àmbit de clubs:
  - UEFA Champions League (1955, amb el nom de Copa d'Europa).
  - Copa de la UEFA (1955, amb el nom de Copa de les Ciutats en Fires).
  - Recopa d'Europa (1960, fou absorbida per la Copa de la UEFA el 1999).
  - Supercopa d'Europa (1973).
  - Copa Intertoto de la UEFA (1995), tot i que existia anteriorment fora de la UEFA).
  - Copa de les Regions de la UEFA (amateur)
  - Lliga Juvenil de la UEFA
  - Lliga de Campions Femenina de la UEFA
  - Copa de la UEFA femenina
  - Copa de la UEFA de futbol sala
  - Copa Intercontinental (juntament amb la CONMEBOL)

## Classificats de la UEFA per als diversos Mundials
Tretze dels 56 membres de la CAF s'han classificat per a la Copa del Món.
Llegenda
- 1r – Campió
- 2n – Subcampió
- 3r – Tercer lloc
- 4t – Quart lloc
- QF – Quarts de Final
- R1 – Ronda 1
- R2 – Ronda 2
- FG – Fase de grups
- • — No es va classificar
- × — No va entrar / es va retirar / Prohibit
- — Amfitrions

| Equip                | 1930 (13)                 | 1934 (16)                 | 1938 (15)                 | 1950 (13)                 | 1954 (16)                 | 1958 (16)                 | 1962 (16)                 | 1966 (16)                 | 1970 (16)                 | 1974 (16)                 | 1978 (16)                 | 1982 (24)                 | 1986 (24)                 | 1990 (24)                 | 1994 (24)              | 1998 (32)       | 2002 (32)       | 2006 (32)       | 2010 (32)       | 2014 (32)       | 2018 (32)       | 2022 (32)       | 2026 (48)       | Total |
| -------------------- | ------------------------- | ------------------------- | ------------------------- | ------------------------- | ------------------------- | ------------------------- | ------------------------- | ------------------------- | ------------------------- | ------------------------- | ------------------------- | ------------------------- | ------------------------- | ------------------------- | ---------------------- | --------------- | --------------- | --------------- | --------------- | --------------- | --------------- | --------------- | --------------- | ----- |
| Alemanya             | ×                         | 3r                        | R1 10è                    | ×                         | 1r                        | 4t                        | QF 7è                     | 2n                        | 3r                        | 1r                        | R2 6è                     | 2n                        | 2n                        | 1r                        | QF 5è                  | QF 7è           | 2n              | 3rd             | 3r              | 1r              | R1 22è          |                 |                 | 19    |
| Alemanya Oriental    | Part d'Alemanya           | Part d'Alemanya           | Part d'Alemanya           | ×                         | ×                         | •                         | •                         | •                         | •                         | R2 6è                     | •                         | •                         | •                         | •                         | Part d'Alemanya        | Part d'Alemanya | Part d'Alemanya | Part d'Alemanya | Part d'Alemanya | Part d'Alemanya | Part d'Alemanya | Part d'Alemanya | Part d'Alemanya | 1     |
| Anglaterra           | ×                         | ×                         | ×                         | R1 8è                     | QF 6è                     | R1 11è                    | QF 8è                     | 1r                        | QF 8è                     | •                         | •                         | R2 6è                     | QF 8è                     | 4t                        | •                      | R16 9è          | QF 6è           | QF 7è           | R16 13è         | R1 26è          | 4t              |                 |                 | 15    |
| Àustria              | ×                         | 4t                        | ×                         | ×                         | 3r                        | R1 15è                    | ×                         | •                         | •                         | •                         | R2 7è                     | R2 8è                     | •                         | R1 18è                    | •                      | R1 23è          | •               | •               | •               | •               | •               |                 |                 | 7     |
| Bèlgica              | R1 11è                    | R1 15è                    | R1 13è                    | ×                         | R1 12è                    | •                         | •                         | •                         | R1 10è                    | •                         | •                         | R2 10è                    | 4t                        | R16 11è                   | R16 11è                | R1 19è          | R16 14è         | •               | •               | QF 6è           | 3r              |                 |                 | 13    |
| Bòsnia i Hercegovina | Part de Iugoslàvia        | Part de Iugoslàvia        | Part de Iugoslàvia        | Part de Iugoslàvia        | Part de Iugoslàvia        | Part de Iugoslàvia        | Part de Iugoslàvia        | Part de Iugoslàvia        | Part de Iugoslàvia        | Part de Iugoslàvia        | Part de Iugoslàvia        | Part de Iugoslàvia        | Part de Iugoslàvia        | Part de Iugoslàvia        | ×                      | •               | •               | •               | •               | R1 20è          | •               |                 |                 | 1     |
| Bulgària             | ×                         | •                         | •                         | ×                         | •                         | •                         | R1 15è                    | R1 15è                    | R1 13è                    | R1 12è                    | •                         | •                         | R16 15è                   | •                         | 4t                     | R1 29è          | •               | •               | •               | •               | •               |                 |                 | 7     |
| Croàcia              | Part de Iugoslàvia        | Part de Iugoslàvia        | Part de Iugoslàvia        | Part de Iugoslàvia        | Part de Iugoslàvia        | Part de Iugoslàvia        | Part de Iugoslàvia        | Part de Iugoslàvia        | Part de Iugoslàvia        | Part de Iugoslàvia        | Part de Iugoslàvia        | Part de Iugoslàvia        | Part de Iugoslàvia        | Part de Iugoslàvia        | ×                      | 3r              | R1 23è          | R1 22è          | •               | R1 19è          | 2n              |                 |                 | 5     |
| Dinamarca            | ×                         | ×                         | ×                         | ×                         | ×                         | •                         | ×                         | •                         | •                         | •                         | •                         | •                         | R16 9è                    | •                         | •                      | QF 8è           | R16 10è         | •               | R1 24è          | •               | R16 11è         |                 |                 | 5     |
| Escòcia              | ×                         | ×                         | ×                         | ••                        | R1 15è                    | R1 14è                    | •                         | •                         | •                         | R1 9è                     | R1 11è                    | R1 15è                    | R1 19è                    | R1 18è                    | •                      | R1 27è          | •               | •               | •               | •               | •               |                 |                 | 8     |
| Eslovàquia           | Part de Txecoslovàquia    | Part de Txecoslovàquia    | Part de Txecoslovàquia    | Part de Txecoslovàquia    | Part de Txecoslovàquia    | Part de Txecoslovàquia    | Part de Txecoslovàquia    | Part de Txecoslovàquia    | Part de Txecoslovàquia    | Part de Txecoslovàquia    | Part de Txecoslovàquia    | Part de Txecoslovàquia    | Part de Txecoslovàquia    | Part de Txecoslovàquia    | Part de Txecoslovàquia | •               | •               | •               | R16 16è         | •               | •               |                 |                 | 1     |
| Eslovènia            | Part de Iugoslàvia        | Part de Iugoslàvia        | Part de Iugoslàvia        | Part de Iugoslàvia        | Part de Iugoslàvia        | Part de Iugoslàvia        | Part de Iugoslàvia        | Part de Iugoslàvia        | Part de Iugoslàvia        | Part de Iugoslàvia        | Part de Iugoslàvia        | Part de Iugoslàvia        | Part de Iugoslàvia        | Part de Iugoslàvia        | ×                      | •               | R1 30è          | •               | R1 18è          | •               | •               |                 |                 | 2     |
| Espanya              | ×                         | QF 5è                     | ×                         | 4t                        | •                         | •                         | R1 12è                    | R1 10è                    | •                         | •                         | R1 10è                    | R2 12è                    | QF 7è                     | R16 10è                   | QF 8è                  | R1 17è          | QF 5è           | R16 9è          | 1st             | R1 23è          | R16 10è         |                 |                 | 15    |
| França               | R1 7è                     | R1 9è                     | QF 6è                     | •                         | R1 11è                    | 3r                        | •                         | R1 13è                    | •                         | •                         | R1 12è                    | 4t                        | 3r                        | •                         | •                      | 1r              | R1 28è          | 2n              | R1 29è          | QF 7è           | 1r              |                 |                 | 15    |
| Gal·les              | ×                         | ×                         | ×                         | •                         | •                         | QF 6è                     | •                         | •                         | •                         | •                         | •                         | •                         | •                         | •                         | •                      | •               | •               | •               | •               | •               | •               |                 |                 | 1     |
| Grècia               | ×                         | •                         | •                         | ×                         | •                         | •                         | •                         | •                         | •                         | •                         | •                         | •                         | •                         | •                         | R1 24è                 | •               | •               | •               | R1 25è          | R16 13è         | •               |                 |                 | 3     |
| Hongria              | ×                         | QF 6è                     | 2n                        | ×                         | 2n                        | R1 10è                    | QF 5è                     | QF 6è                     | •                         | •                         | R1 15è                    | R1 14è                    | R1 18è                    | •                         | •                      | •               | •               | •               | •               | •               | •               |                 |                 | 9     |
| Islàndia             | ×                         | ×                         | ×                         | ×                         | ×                         | •                         | ×                         | ×                         | ×                         | •                         | •                         | •                         | •                         | •                         | •                      | •               | •               | •               | •               | •               | R1 28è          |                 |                 | 1     |
| Israel               | ×                         | •                         | •                         | •                         | •                         | •                         | •                         | •                         | R1 12è                    | •                         | •                         | •                         | •                         | •                         | •                      | •               | •               | •               | •               | •               | •               |                 |                 | 1     |
| Itàlia               | ×                         | 1r                        | 1r                        | R1 7è                     | R1 10è                    | •                         | R1 9è                     | R1 9è                     | 2n                        | R1 10è                    | 4t                        | 1r                        | R16 12è                   | 3r                        | 2n                     | QF 5è           | R16 15è         | 1r              | R1 26è          | R1 22è          | •               |                 |                 | 18    |
| Irlanda del Nord     | ×                         | ×                         | ×                         | •                         | •                         | QF 8è                     | •                         | •                         | •                         | •                         | •                         | R2 9è                     | R1 21st                   | •                         | •                      | •               | •               | •               | •               | •               | •               |                 |                 | 3     |
| Noruega              | ×                         | ×                         | R1 12è                    | ×                         | •                         | •                         | •                         | •                         | •                         | •                         | •                         | •                         | •                         | •                         | R1 17è                 | R16 15è         | •               | •               | •               | •               | •               |                 |                 | 3     |
| Països Baixos        | ×                         | R1 T-9th                  | R1 14è                    | ×                         | ×                         | •                         | •                         | •                         | •                         | 2n                        | 2n                        | •                         | •                         | R16 15è                   | QF 7è                  | 4t              | •               | R16 11è         | 2n              | 3r              | •               |                 |                 | 10    |
| Polònia              | ×                         | •                         | R1 11è                    | ×                         | ×                         | •                         | •                         | •                         | •                         | 3r                        | R2 5è                     | 3rd                       | R16 14è                   | •                         | •                      | •               | R1 25th         | R1 21è          | •               | •               | R1 25è          |                 |                 | 8     |
| Portugal             | ×                         | •                         | •                         | •                         | •                         | •                         | •                         | 3rd                       | •                         | •                         | •                         | •                         | R1 17è                    | •                         | •                      | •               | R1 21è          | 4t              | R16 11è         | R1 18è          | R16 13è         |                 |                 | 7     |
| Irlanda              | ×                         | •                         | •                         | •                         | •                         | •                         | •                         | •                         | •                         | •                         | •                         | •                         | •                         | QF 8è                     | R16 16è                | •               | R16 12è         | •               | •               | •               | •               |                 |                 | 3     |
| República Txeca      | ×                         | 2n                        | QF 5è                     | ×                         | R1 14è                    | R1 9è                     | 2n                        | •                         | R1 15è                    | •                         | •                         | R1 19è                    | •                         | QF 6è                     | •                      | •               | •               | R1 20è          | •               | •               | •               |                 |                 | 9     |
| Romania              | R1 8è                     | R1 12è                    | R1 9è                     | ×                         | •                         | •                         | •                         | •                         | R1 10è                    | •                         | •                         | •                         | •                         | R16 12è                   | QF 6è                  | R16 11è         | •               | •               | •               | •               | •               |                 |                 | 7     |
| Rússia               | ×                         | ×                         | ×                         | ×                         | ×                         | QF 7è                     | QF 6è                     | 4t                        | QF 5è                     | •                         | •                         | R2 7è                     | R16 10è                   | R1 17è                    | R1 18è                 | •               | R1 22è          | •               | •               | R1 24è          | QF 8è           |                 |                 | 11    |
| Sèrbia               | 4t                        | •                         | •                         | R1 5è                     | QF 7è                     | QF 5è                     | 4t                        | •                         | •                         | R2 7è                     | •                         | R1 16è                    | •                         | QF 5è                     | ×                      | R16 10è         | •               | R1 32è          | R1 23è          | •               | R1 23è          |                 |                 | 12    |
| Suècia               | ×                         | QF 8è                     | 4t                        | 3r                        | •                         | 2n                        | •                         | •                         | R1 9è                     | R2 5è                     | R1 13è                    | •                         | •                         | R1 21è                    | 3r                     | •               | R16 13è         | R16 14è         | •               | •               | QF 7è           |                 |                 | 12    |
| Suïssa               | ×                         | QF 7è                     | QF 7è                     | R1 6è                     | QF 8è                     | •                         | R1 16è                    | R1 16è                    | •                         | •                         | •                         | •                         | •                         | •                         | R16 15è                | •               | •               | R16 10è         | R1 19è          | R16 11è         | R16 14è         |                 |                 | 11    |
| Turquia              | ×                         | ×                         | ×                         | ••                        | R1 9è                     | ×                         | •                         | •                         | •                         | •                         | •                         | •                         | •                         | •                         | •                      | •               | 3r              | •               | •               | •               | •               |                 |                 | 2     |
| Ucraïna              | Part de la Unió Soviètica | Part de la Unió Soviètica | Part de la Unió Soviètica | Part de la Unió Soviètica | Part de la Unió Soviètica | Part de la Unió Soviètica | Part de la Unió Soviètica | Part de la Unió Soviètica | Part de la Unió Soviètica | Part de la Unió Soviètica | Part de la Unió Soviètica | Part de la Unió Soviètica | Part de la Unió Soviètica | Part de la Unió Soviètica | ×                      | •               | •               | QF 8è           | •               | •               | •               |                 |                 | 1     |
| Total                | 4                         | 12                        | 13                        | 6                         | 12                        | 12                        | 10                        | 10                        | 9                         | 9                         | 10                        | 14                        | 14                        | 14                        | 13                     | 15              | 15              | 14              | 13              | 13              | 13              | 13              | TBD             |       |

Notes
1. 1 2 3 4  La FIFA considera que la selecció nacional de Rússia succeeix a l'URSS, la selecció nacional de Sèrbia succeeix Iugoslàvia / Sèrbia i Montenegro, la selecció nacional de la República Txeca succeeix Txecoslovàquia i la selecció nacional d'Alemanya succeeix Alemanya Occidental i Alemanya de l'Est.
2. ↑  Àustria es va classificar el 1938, però es va retirar per jugar com a part d'Alemanya després de ser annexionada.
3. ↑  Israel competed as Eretz Yisrael el 1934 i el 1938, amb un equip format exclusivament per futbolistes jueus i britànics del Mandat de Palestina.
4. ↑  La República d'Irlanda va competir com a Estat Lliure Irlandès el 1934 i després l'Irlanda el 1938 i el 1950
5. 1 2  El millor resultat de Rússia són els quarts de final del 2018. Tot i això, la FIFA considera Rússia com l'equip successor de l'URSS.
6. ↑  El 1930 no hi va haver cap partir oficial al tercer lloc; Els EUA i Iugoslàvia van perder a les semifinals. Actualment, la FIFA reconeix els EUA Arxivat 2015-02-28 a Wayback Machine. com el tercer lloc i Iugoslàvia Arxivat 2011-07-25 a Wayback Machine. com a quart lloc, utilitzant els registres generals dels equips de la Copa Mundial de la FIFA de 1930 Arxivat 2010-01-06 a Wayback Machine.

## Classificació dels estadis
La UEFA estableix una classificació dels estadis -a partir d'un seguit de criteris- que serveix posteriorment per determinar quins estadis poden acollir cada competició o final. Aquesta classificació té diversos nivells que van de les 0 a les 5 estrelles. Les finals del Campionat d'Europa i de la Lliga de Campions de la UEFA només es poden disputar als estadis 5 estrelles, mentre que per poder acollir finals de la Copa de la UEFA almenys han de ser estadis 4 estrelles.
Els criteris tenen en compte qüestions com la capacitat, la mida del terreny de joc, els vestidors, els elements tècnics, els accessos a l'estadi, la capacitat d'allotjament propera, i d'altres.